# 神戸ビエンナーレ
神戸ビエンナーレ（こうべビエンナーレ、KOBE Biennale）は、2007年から2015年まで2年に一度、10月初めから11月末頃まで神戸市中央区で開催されていた現代美術を軸にする国際的な芸術文化の祭典である。

## 概要
阪神・淡路大震災から10年を経た神戸市が被災地という枠組みを離れ飛躍をはかるとともに、芸術文化の街として活性化することを目的として、2007年に第一回が開催された。
ビエンナーレやトリエンナーレ形式の現代アートの芸術祭・展覧会は世界に数多く存在するが、神戸ビエンナーレの特徴は、第一に、対象とする芸術分野が現代アートだけでなく、生け花や書のような日本の伝統芸術、デザイン、ファッションなど多岐に及ぶ点である。さらには、従来のハイアートの世界では無視されてきた大道芸や児童絵画、洋菓子のデザイン、コミックイラストなどの現代文化も取り込む試みがなされている。この多種多様性は、様々な芸術文化の玄関口となって港町として発展してきた神戸らしさを表現しようとしたものとされる。
第二の特徴として、広く一般から国際コンペティション形式で作品を選出している点である。これは、世界各国でスターアーティストあるいはキュレーターによるビエンナーレ等が開催されているが其の形式にとらわれることなく、若手アーティストの発掘および育成にウエイトを置いたためとされる。
しかし、「阪神大震災の復興を芸術面で支援してきたが、寄付金が減少するなど1つの区切りを迎えた」として2015年に開催された第5回をもって終了した。

## 開催情報

### 神戸ビエンナーレ 2015[2]

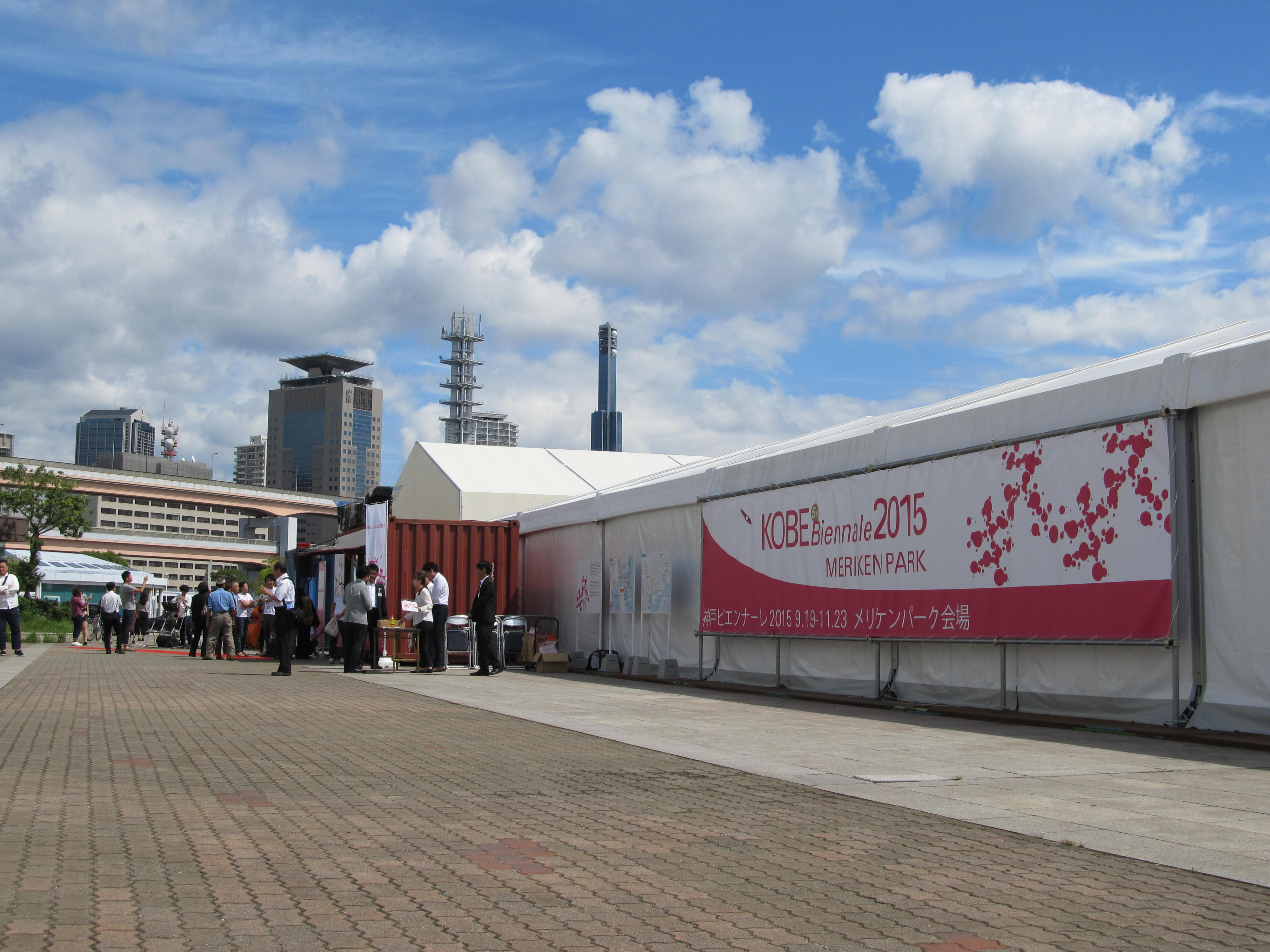
神戸ビエンナーレ2015
（メリケンパーク会場）

- 会期： 2015年9月19日(土) 〜 11月23日(月・祝) (66日間)
- 会場： 神戸市中央区  メリケンパーク・ハーバーランドエリア、東遊園地・フラワーロードエリア、ミュージアムロードエリア（兵庫県立美術館、横尾忠則現代美術館、BBプラザ美術館）ほか
- テーマ： スキ。[su:ki]
- 主催： 神戸ビエンナーレ組織委員会、神戸市　　　共催：兵庫県
- 来場者数： 383,339人[3][4]
- コンペティション： アートインコンテナ、しつらいアート、創作玩具、グリーンアート、現代陶芸、ペインティングアート、コミックイラスト、その他
- 企画展示： 入賞作家招待作品展
- イベント：
- 招待作家：土佐尚子、John Hathway

### 神戸ビエンナーレ 2013
- 会期： 2013年10月1日〜12月1日

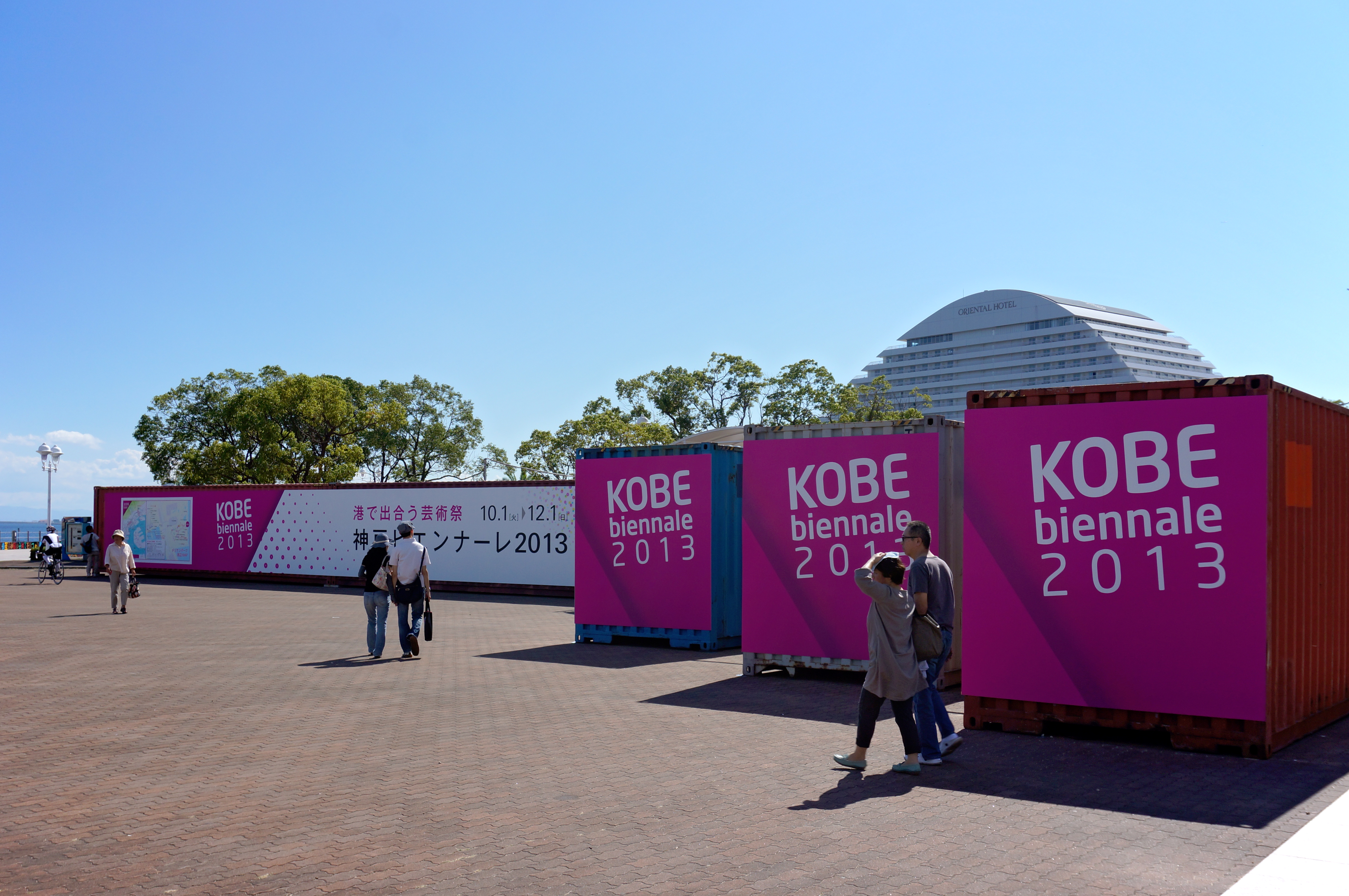
神戸ビエンナーレ2013
（メリケンパーク会場）

- 会場： 神戸市中央区  メリケンパーク・神戸港エリア、兵庫県立美術館・ミュージアムロードエリア、三宮・元町エリア　ほか
- テーマ： さく “saku”
- 主催： 神戸ビエンナーレ組織委員会、神戸市　　　共催：兵庫県
- 入場者数： 369,455人（目標30万人）[5][6]
- コンペティション： アート イン コンテナ国際展、しつらいアート国際展、神戸港・海上展、ペインティングアート展、グリーンアート展、現代陶芸コンペティション、創作玩具国際展、ミュージック＆アートステージ、コミックイラスト展、招待作家展、いけばな未来展・野外展、書道展、ほか
- イベント： 神戸佳族のアート展、お菓子でアートウォーク、神戸アートマルシェ2013、インディアメーラ、南インドの風　〜神の戸に舞うインドの神々〜、ほか
- 招待作家： たほりつこ，John Hathway，高須賀昌志

### 神戸ビエンナーレ 2011

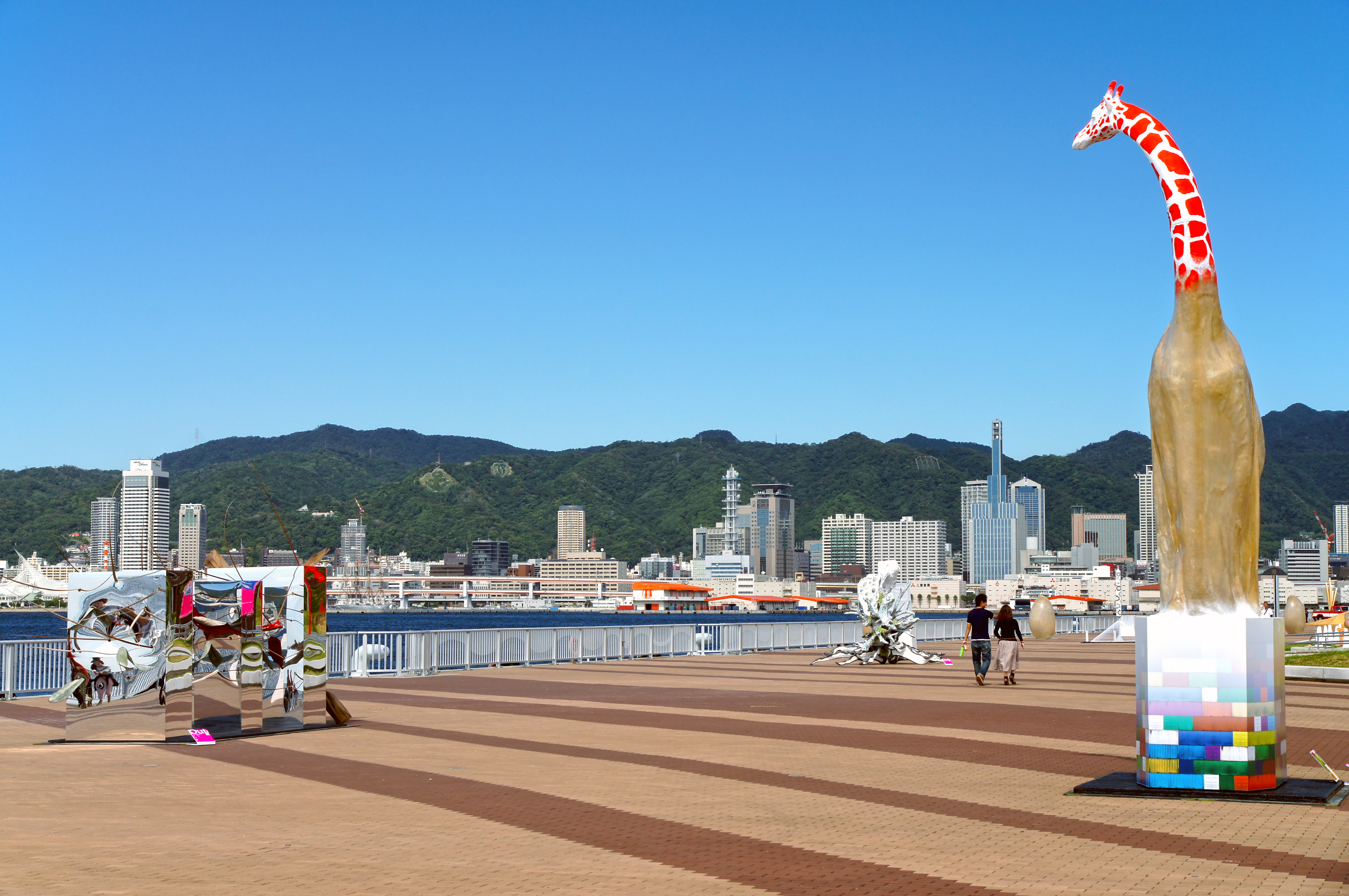
神戸ビエンナーレ2011
（ポーアイしおさい公園会場）

- 会期： 2011年10月1日〜11月23日
- 会場： 神戸市中央区  神戸ハーバーランド、ポーアイしおさい公園、兵庫県立美術館（ギャラリー棟3Fギャラリーほか）、元町高架下（JR神戸駅〜元町駅）　ほか
- テーマ： きら kira
- 主催： 神戸ビエンナーレ組織委員会、神戸市　　　共催：兵庫県
- 入場者数： 242,766人（目標20万人）[7]
- コンペティション： アートインコンテナ国際展、しつらいアート国際展、グリーンアート展、ゲートアート、大道芸、高架下アートプロジェクト、現代陶芸展、こども絵画コンクール、いけばな未来展、フォトコンテスト、書道展
- 企画展示： 招待作家展 REFLEXIONEN　ひかり いろ かたち、日本画展、工芸展、障がい者アート展、天津（中国）・光州（韓国）作家展、まちなかグリーンアート
- イベント： きらkiraコンサート、ヘア・アートコレクション、琉球舞踊
- 招待作家 (REFLEXIONEN)： オットー・ピーネ、元永定正、ZERO（ハインツ・マック、ギュンター・ユッカー）、具体美術協会（吉原治良、嶋本昭三、田中敦子）、ユリウス・シュミーデル、松井紫朗
- 招待作家 (チャンネル2)：イチハラ・ヒロコ，大西伸明

### 神戸ビエンナーレ 2009
- 会期： 2009年10月3日〜11月23日
- 会場： 神戸市中央区  メリケンパーク、兵庫県立美術館ギャラリー、神戸港、三宮・元町商店街　ほか
- テーマ： わ　Wa
- 主催： 神戸ビエンナーレ組織委員会、神戸市　　　共催：兵庫県
- 入場者数： 164,434人（目標15万人）[8]
- コンペティション： アートインコンテナ国際展、グリーンアート展、大道芸、現代陶芸展、アーティスティックフォト展、児童・学生絵画展、市民園芸アート展
- 企画展示： CANあーつ〜障がいのある人たちの表現、いけばな未来展、文化庁メディア芸術祭受賞作品展、災害と「人のわwa」映像展、和紙ちぎり絵展、書の世界展、工芸展〜伝統と現代　人の手の不思議〜、日本画展、ゲートアート、招待作家展　LINK－しなやかな逸脱（兵庫県立美術館）、神戸港・海上アート展、人と人とアートと人と〜三宮・元町アートプロジェクト〜、まちなかグリーンアート
- イベント： 特設ステージイベント、音のわコンサート、ヘア・アートコレクション、ワークショップ、アートマーケット　など
- 招待作家： 奥田善巳，榎忠，藤本由紀夫，笠木絵津子，児玉靖枝，善住芳枝，岸本吉弘，島袋道浩，國府理，山村幸則，植松琢麿，澤田知子
- 港で出合う芸術祭 [神戸ビエンナーレ2009]で、2010年度グッドデザイン賞受賞[9]。

### 神戸ビエンナーレ 2007

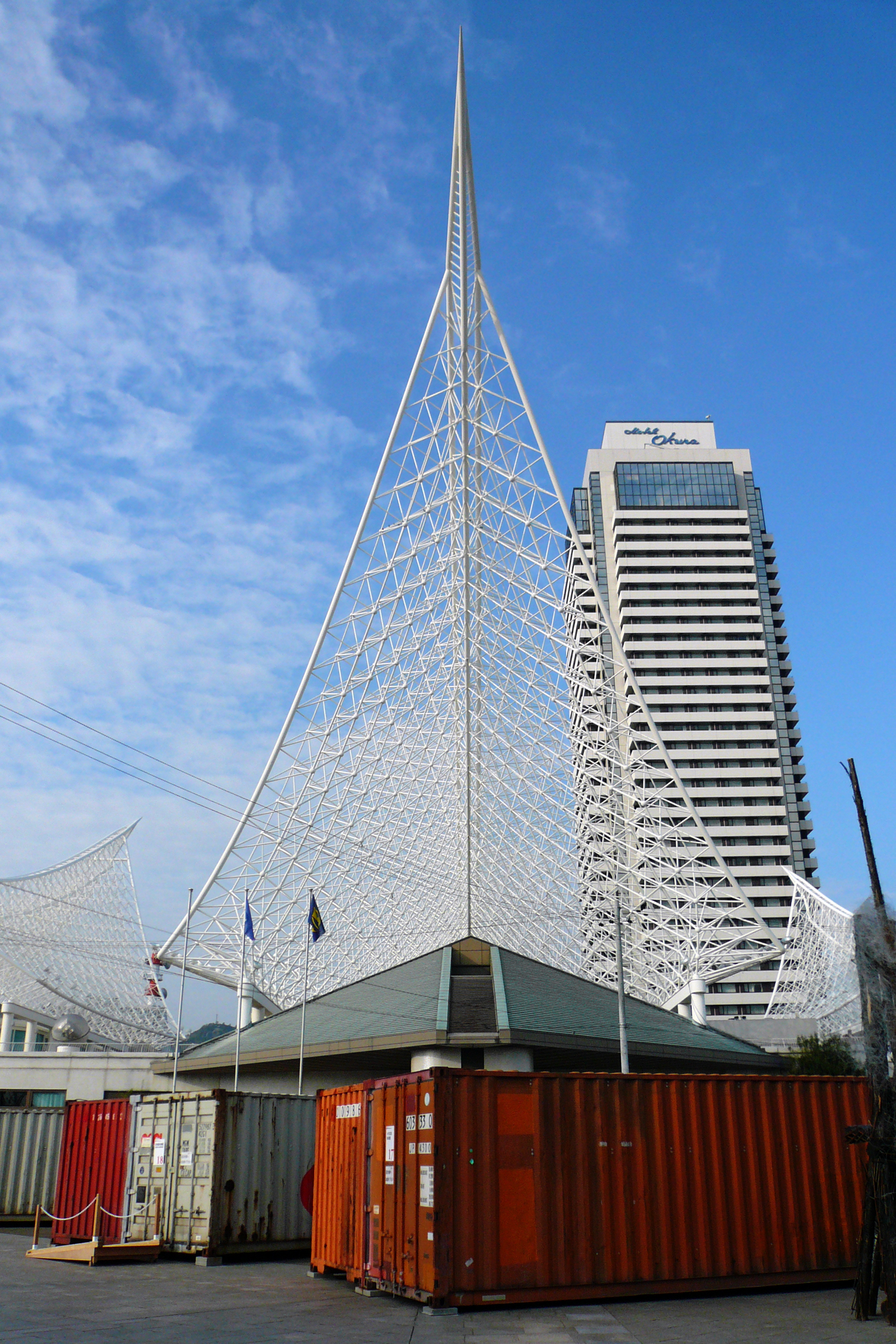
神戸ビエンナーレ2007
（メリケンパーク会場）

- 会期： 2007年10月6日〜11月25日
- 会場： 神戸市中央区メリケンパーク
- テーマ： 出合い　人・まち・芸術
- 主催： 神戸ビエンナーレ組織委員会、神戸市
- 入場者数： 14万4000人（目標10万人）
- コンペの種類： アート・イン・コンテナ、エイブル・アート、ユニバーサルデザイン・ポスター、大道芸、こども絵画、現代陶芸、ロボットメディア・アート、アーティスティック・フォト、浮遊するオブジェ

## ボランティア
会場運営の一部は市民ボランティアによって行われている。第1回開催より神戸ARTサポーターズが組織され、会期中の会場運営、作品制作サポート、広報活動等を行っている。2014年に神戸ARTサポーターズを再び解散し、神戸ビエンナーレCheersが新たに組織された。

## 他のイベントとの交流
第一回から、韓国・光州ビエンナーレ(en:Gwangju Biennale)と連携を行っている。2012年「光州ビエンナーレおよび神戸ビエンナーレの交流に関する了解覚書」に調印した。これに基づき、相互に作家の招待展を行っている。また、友好都市である中国・天津市から作家を招き招待展を行っている。
国際ビエンナーレ協会加盟（2014年）